# Marcellin Champagnat
Marcellin Joseph Benoît Champagnat (Marlhes, 20 de maio de 1789 – Notre Dame de l'Hermitage, 6 de junho de 1840), mais conhecido como Marcellin Champagnat, foi um presbítero da Sociedade de Maria, fundador do Instituto dos Pequenos Irmãos de Maria e das Escolas Irmãos Maristas. Foi canonizado pelo Papa João Paulo II em 1999.

## Biografia
Marcelino Champagnat nasceu em 20 de Maio de 1789, em Marlhes, aldeia de montanha no centro leste da França, perto de Lyon. Seu pai, João Batista, era agricultor, tinha grau de estudo avançado para época e passou para o filho qualidades como honestidade, perseverança, lealdade e verdade. Neste período estava anunciando a Revolução Francesa e sua mãe (Maria Chirat) e sua tia, ao serem expulsas de um convento católico, doaram-lhe a devoção religiosa principalmente a Maria, mãe de Jesus. Marcelino estudava em casa, pois tinha medo da escola devido à lembrança de um professor batendo em um aluno.
Com 14 anos, um padre o visita e lhe faz descobrir que Deus o chama à vocação sacerdotal.
Conhece Jean-Claude Colin (futuro fundador dos Padres Maristas) no Seminário Maior de Lião. Junta-se a um grupo de seminaristas que projeta fundar uma Congregação que abrange padres, religiosas e uma Ordem Terceira, levando o nome de Maria- a "Sociedade de Maria"- para cristianizar a sociedade. Impressionado pelo abandono cultural e espiritual das crianças da campanha, Marcelino sente urgência de incluir nessa Congregação irmãos para a educação cristã da juventude: "Não posso ver uma criança sem sentir o desejo de fazer-lhe compreender quanto Jesus Cristo a amou". Em meados de 1817 realiza trabalhos como: dar assistência às crianças carentes, acompanhamento da vida cristã de diversas famílias e visitação aos doentes.
Chega em La Valla em junho de 1816 e em 2 de janeiro de 1817, aos seus 27 anos, reúne seus dois primeiros discípulos formando os irmãos Maristas. Ele forma seus irmãos com o intuito de catequizar os jovens e criar neles o espírito cristão, tendo por base as lições "mariais".
Funda sua primeira casa, que logo se torna pequena pela quantidade de gente necessitando de ajuda, passa por inúmeras dificuldades, a principal delas a incompreensão do clero em relação aos seus projetos catequistas, mesmo assim continuou abrigando e catequizando crianças devido à intensa procura da população rural.
Eles fundam uma nova casa, com capacidade para um maior número de pessoas tendo o nome de: "Nossa Senhora de l'Hermitage". "Tornar Jesus Cristo conhecido e amado" é a missão dos Irmãos, e eles realizam essa missão através das escolas e instituições sociais.
Em 1836, a igreja reconhece a Sociedade de Maria e lhe confia a missão da Oceania.
Esgotado pelo trabalho, morre aos 51 anos de idade, 6 de junho de 1840, deixando aos irmãos a mensagem: "Que haja entre vocês um só coração e um só espírito! Que se possa dizer dos irmãozinhos de Maria como dos primeiros cristãos: 'vejam como eles se amam!'".

## Canonização
Sua Santidade o papa João Paulo II canonizou Marcelino Champagnat no dia 18 de abril de 1999, na praça São Pedro no Vaticano, reconhecendo-o como santo da Igreja Católica.

## Cronologia

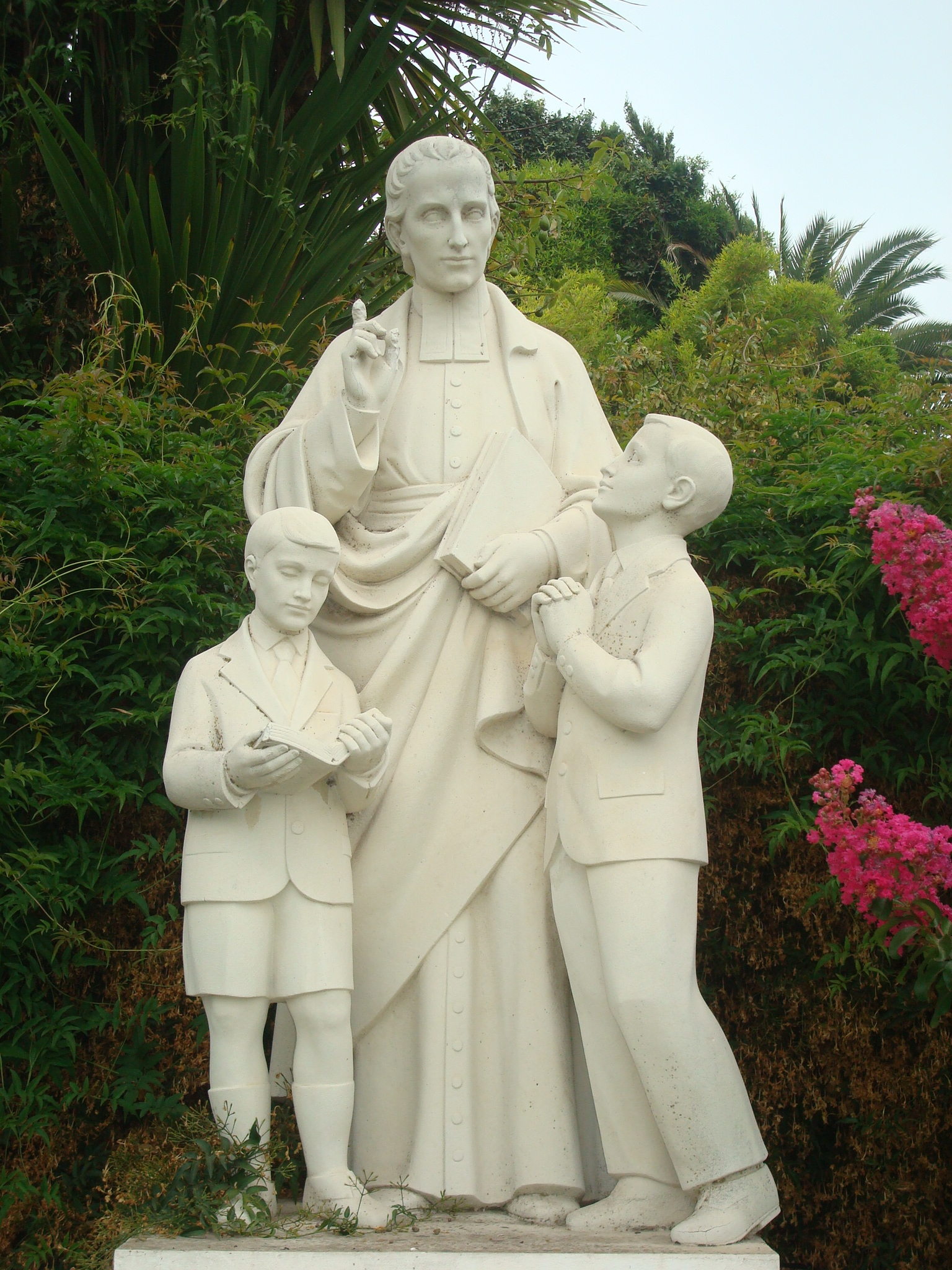
Estátua de Champagnat na cidade de Limache, Chile.

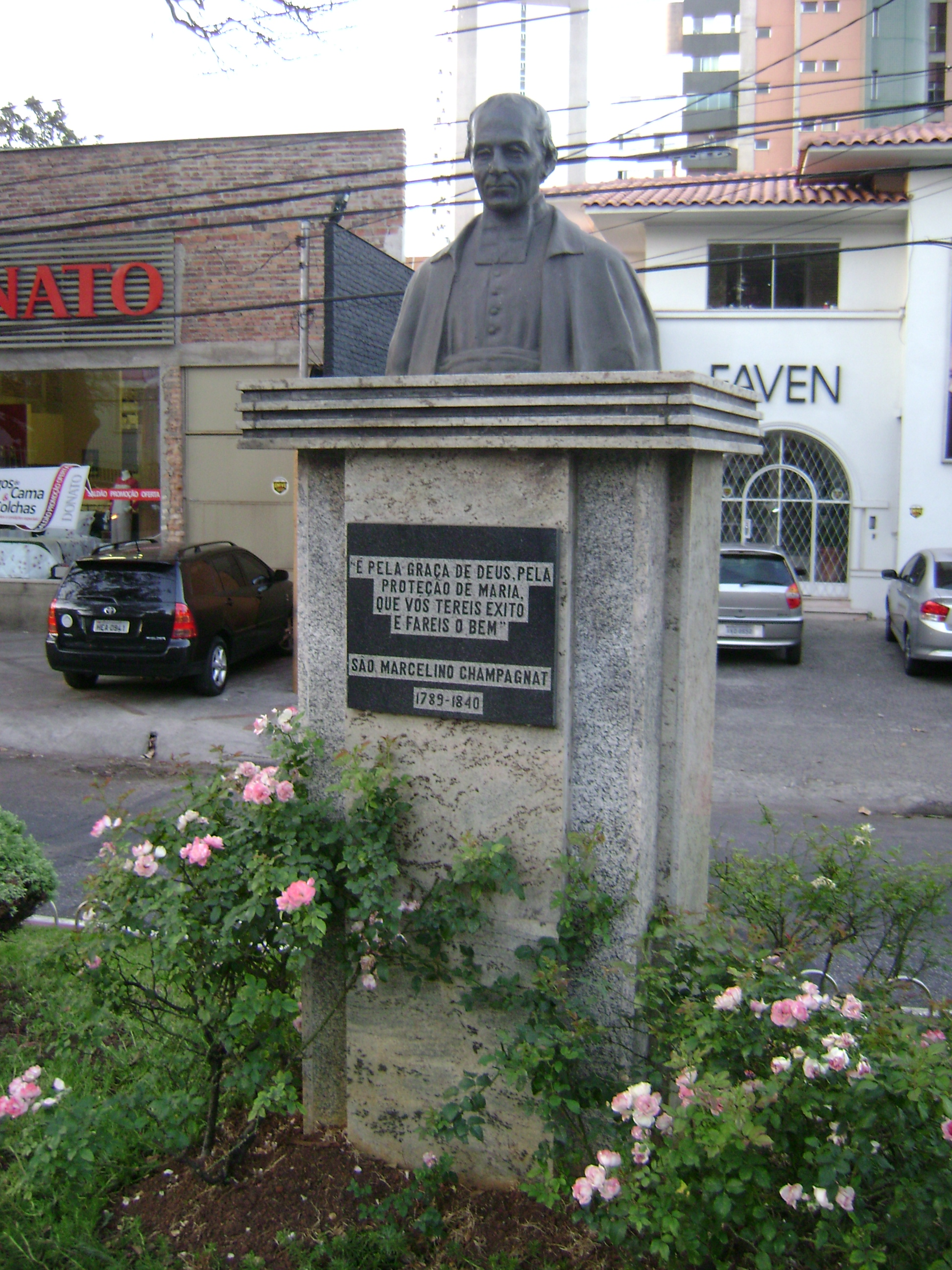
Estátua de Champagnat na cidade de Belo Horizonte, Brasil.

- 1789 – 20 de maio: nascimento de Marcelino Champagnat.
- 1792 – supressão das Ordens Religiosas, entre elas a dos Irmãos das Escolas Cristãs.
- 1799 – Inicia na escola fundamental, mas com resultados negativos.
- 1804 – Descobre a vocação para sacerdote.
- 1805 – Ingressa no Seminário Menor de Verrières (França).
- 1813 – Ingressa no Seminário Maior de Lyon (França).
- 1814 – Na Festa da Epifania recebe a tonsura, as ordens menores e o subdiaconado.
- 1815 – 23 de junho: é ordenado diácono pelo bispo de Grenoble (França), juntamente com Jean-Claude Colin e João Maria Vianney.
- 1816 – 22 de julho: é ordenado sacerdote. No dia seguinte 12 seminaristas prometem à Nossa Senhora de Fourvière de criar a Sociedade de Maria.
- 1817 – 2 de janeiro: instala os dois primeiros postulantes maristas numa casa de La Valla, França.
- 1818 – Fundação da casa de Marlhes, França.
- 1821 – Depois das festas da Páscoa, o Vigário-Geral recrimina Marcelino pela fundação de congregação dedicada à Educação.
- 1824 – 13 de maio: bênção da pedra fundamental para a construção do Eremitério.
- 1825 – Os Irmãos Maristas de Marcelino instalam-se no Eremitério, esgotado pelas visitas às escolas fica doente.
- 1831 – 18 de abril: ordem real que regulamenta as condições de ensino para os religiosos.
- 1832 – 16 de outubro: entrada de Pedro Aleixo Labrosse que será o segundo Superior-Geral do Instituto.
- 1833 – Marcelino conta com 82 Irmãos que ensinam em 19 escolas para 2000 alunos. 22 postulantes recebem o hábito religioso.
- 1836 – Reconhecimento oficial pela Santa Sé dos Padres maristas. O Padre João Colin é nomeado Superior-Geral. Marcelino Champagnat é nomeado Superior do Instituto dos Irmãos. No dia 24 de dezembro, os primeiros missionários maristas partem para a Oceania.
- 1839 – Devido a doença e fraqueza física, é eleito o Irmão Francisco Rivat como sucessor de Marcelino Champagnat no Superior do Instituto dos Irmãos.
- 1840 – 6 de junho: Marcelino morre no Erimitério.
- 1999 – canonização pelo Papa João Paulo II.